# Joseph Jougla
Pour les articles homonymes, voir Jougla.
Joseph Jougla, né le 25 avril 1847 à Eycheil en Ariège, mort le 21 mars 1927 à Joinville-le-Pont, est un industriel pionnier de la photographie en couleur.

## Biographie
Fils de François Jougla, instituteur, et Marie Justine Peyrat, il est né en Ariège près de Saint-Girons. D'abord conducteur de travaux, Joseph Jougla, appuyé par son frère Zacharie Jougla (1852-1914), fonde en 1882 la Société anonyme des plaques, pellicules et papiers photographiques Jougla. Installée d'abord à Nogent-sur-Marne puis au Perreux, l'usine est établie en 1901 dans le quartier de Polangis à Joinville, 15 avenue de l’Horloge.

## Entreprise Jougla
Avec l’aide de Raymond de Bercegol  (1869-1949), neveu de l'inventeur de la photographie en couleurs Louis Ducos du Hauron (1837-1920), l’usine Jougla produit, selon les principes de la trichromie, les premières plaques couleur du monde, les Omnicolor, et ce, dès 1907, avant les autochromes des frères Auguste et Louis Lumière.
L’appareil Sinnox est fabriqué par Jougla à Polangis d’après le brevet d’invention de Raymond de Bercegol (publicité ci-contre), avec la particularité de pouvoir se charger et se décharger en plein jour sans passer par une chambre noire. Cette usine produit aussi jusqu'à 45 000 plaques de verre par jour à son apogée. Occupant jusqu’à 600 ouvriers, elle est établie sur un terrain de 20 000 m2, dont 4 000 sont couverts.
Le 2 avril 1911, afin de concurrencer Kodak, est opérée la fusion des entreprises Lumière et Jougla sous la dénomination Union photographique des Ets Lumière et Jougla réunis et le lancement des appareils photos de marque Lumière. La société prend le nom de Lumière après le décès de Joseph Jougla en 1927.
L’usine Lumière-Jougla cesse son activité en 1966. Il n'en reste rien, remplacée par le collège Jules-Ferry et des immeubles d'habitat collectif.

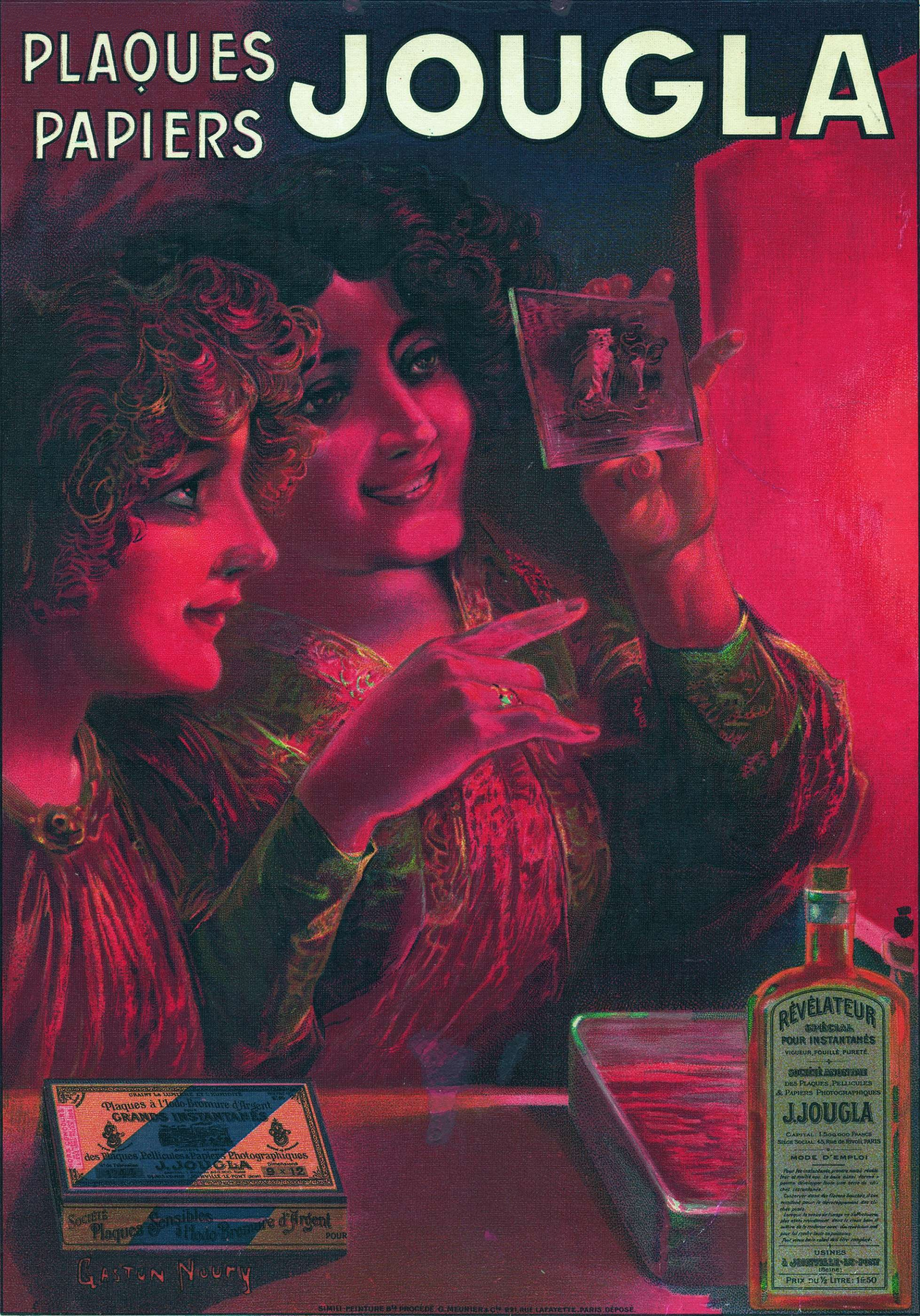
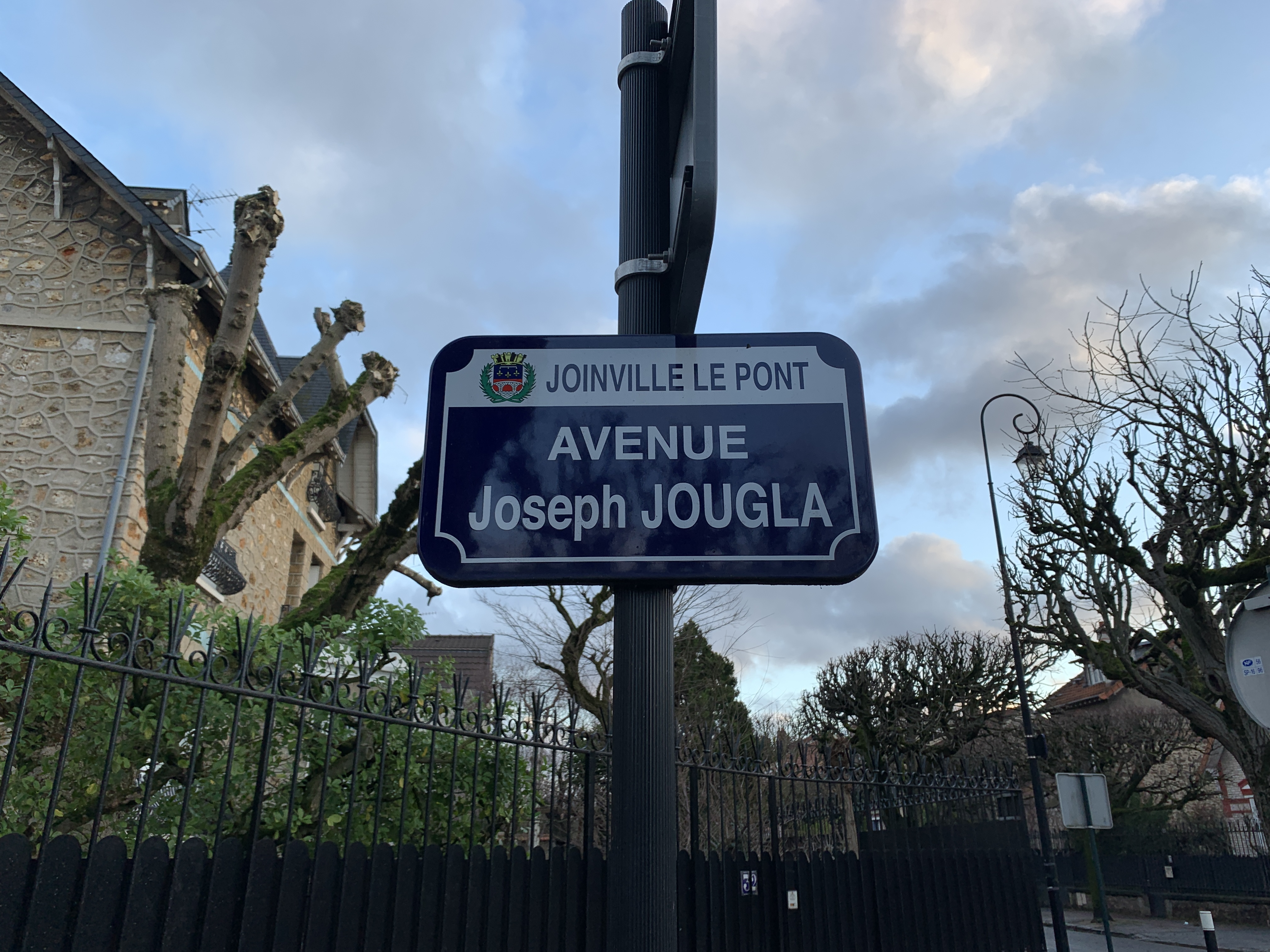

## Hommages
- une avenue de Joinville-le-Pont porte le nom de Joseph Jougla.
- Chevalier de la Légion d'honneur en 1925[5]